# Ненад Зонић
Ненад Зонић (Тузла, 11. децембар 1971) је пензионисани бригадни генерал Војске Србије. Бивши командант 63. падобранске бригаде.

## Образовање
- Генералштабно усавршавање, Ратна школа, Француска, 2018.
- Командно-штабно усавршавање, 2011.
- Војна академија копнене војске, смер пешадија, 1994.
- Војна гимназија, Београд, 1990.

## Радно искуство
- Командант 63. падобранске бригаде
- Начелник штаба Специјалне бригаде
- Заменик начелника Оперативног центра, Команда Копнене војске
- Командант 63. падобранског батаљона, Специјална бригада
- Заменик команданта 63. падобранског батаљона, Специјална бригада
- Референт, уједно инструктор падобранства прве класе у Групи за оперативне послове и обуку, 63. падобрански батаљон, Специјална бригада
- Начелник Реферата за војнополицијске послове, 63. падобранска бригада
- Референт у Органу безбедности, 63. падобранска бригада
- Командир вода службе трагања и спасавања, 63. падобранска бригада
- Командир падобранског диверзантско-извиђачког вода, 63. падобранска бригада

## Напредовање
- потпоручник, 1994. године
- поручник, 1997. године
- капетан, 1999. године
- капетан прве класе, 2002. године
- мајор, 2006. године, ванредно
- потпуковник, 2011. године
- пуковник, 2019. године
- бригадни генерал, 2021. године